# Rhinoclama
Rhinoclama is een geslacht van tweekleppigen uit de familie van de Cuspidariidae.

## Soorten
- Rhinoclama abrupta Allen & Morgan, 1981
- Rhinoclama adamsi (Morgan & Heppell, 1981)
- Rhinoclama alta (Verco, 1908)
- Rhinoclama aupouria (Dell, 1950)
- Rhinoclama benthedii (Poutiers, 1984)
- Rhinoclama brevirostris Powell, 1937
- Rhinoclama dorsirecta Verco, 1908
- Rhinoclama dubia (Pelseneer, 1911)
- Rhinoclama filatovae (Bernard, 1979)
- Rhinoclama finlayi Powell, 1937
- Rhinoclama halimera (Dall, 1886)
- Rhinoclama inflata (Jeffreys, 1882)
- Rhinoclama nitens (Locard, 1898)
- Rhinoclama notabilis (Jeffreys, 1876)
- Rhinoclama raoulensis Powell, 1958
- Rhinoclama rugata (A. Adams, 1864)
- Rhinoclama semistrigosa (Jeffreys, 1882)
- Rhinoclama simulans (Tate, 1897)
- Rhinoclama tasmanica (Tenison-Woods, 1876)
- Rhinoclama teres (Jeffreys, 1882)
- Rhinoclama testai Knudsen, 1970
- Rhinoclama trailli (Hutton, 1873)
- Rhinoclama tsugaruensis Yamazaki, 2008
- Rhinoclama valdiviae (Thiele & Jaeckel, 1931)